# Антоніу Морату
Антоніу Маурісіу Фарінья Енрікеш Морату (порт. António Maurício Farinha Henriques Morato, нар. 6 листопада 1964, Лісабон) — португальський футболіст, що грав на позиції центрального захисника, насамперед за «Спортінг» (Лісабон), а також національну збірну Португалії.
Чемпіон Португалії. Триразовий володар Суперкубка Португалії. 

## Клубна кар'єра
У дорослому футболі дебютував 1983 року виступами за команду «Спортінг», в якій провів шість сезонів, взявши участь у 140 матчах чемпіонату. Більшість часу, проведеного у складі «Спортінга», був основним гравцем захисту команди.
1989 року був запрошений до «Порту», в якому, утім, не зміг пробитися до основного складу команди, провівши у переможному для неї сезоні 1989/90 лише дві у чемпіонаті.
Згодом з 1990 по 1993 рік грав у складі «Белененсеша» та «Жіл Вісенте».
Завершив ігрову кар'єру у команді «Ешторіл Прая», за яку виступав протягом 1993—1994 років.

## Виступи за збірну
1985 року дебютував в офіційних матчах у складі національної збірної Португалії. Протягом кар'єри у національній команді, яка тривала 4 роки, провів у її формі 6 матчів.
Був у заявці національної команди на чемпіонаті світу 1986 року у Мексиці, в іграх якого, утім, участі не брав.

## Титули і досягнення
- Чемпіон Португалії (1):

«Порту»: 1989/90
- Володар Суперкубка Португалії (2):

«Спортінг»: 1987
«Порту»: 1989